# مخلب القط (فلم)
مخلب القط هو فيلم مصري عرض عام 1961، بطولة يحيى شاهين وإيمان ، ومن إخراج حسين حلمي المهندس.

## قصة الفيلم
يفشل حمدي في تجربة عاطفية، فيعيش وحيدًا، ولكن جارته تحاول أن تصل إلى قلبه. يعشق حمدي تربية الجياد، لكنه يؤجر حصانه المفضل إلى إسطبل حازم، وهو خطيب لابنة عمه سماح التي تساعده في الأسطبل. يسقط حمدي من فوق الحصان عندما يصطدم بسيارة حازم الذي يصاب بارتجاج في المخ ويفقد الذاكرة، فتتداخل الشخصيات في ذاكرته.

## طاقم التمثيل
- يحيى شاهين: (حمدي)
- إيمان: (إيناس "نوسة")
- ناهد شريف: (سماح نصر "سمسمة")
- طارق توفيق: (حازم - ابن عم سماح)
- صلاح نظمي: (الطبيب)
- عزيزة حلمي: (علية هانم - والدة إيناس)
- رجاء الجداوي: (زينب "وزة")
- عبد العظيم عبد الحق: (نصر - السايس)

## فريق العمل
- إخراج: حسين حلمي المهندس
- تأليف: حسين حلمي المهندس
- مدير التصوير: فيكتور أنطون
- مونتاج: حسين أحمد
- موسيقى تصويرية: إبراهيم حجاج
- إنتاج: أفلام مصر العربية للقرن العشرين
- توزيع: منتخبات بهنا فيلم